# Wim Coryn
Wim (Willem) Coryn (Oudenaarde, 12 november 1959) is een high profile Music Clearances Supervisor (Film, TV, VOD & Games). 

## Biografie
Wim Coryn studeerde Moderne Talen Kunst aan het Koninklijk Atheneum te Oudenaarde. 
Hij werkte in de jaren 70, 80 en 90 als presentator (dj) onder andere voor de lokale radio's Gemini (Kortrijk), WLS (Kluisbergen), Delmare (Zingem), Radio Maxima (Roeselare), Radio Contact (Kortrijk) en X-Tra FM. Hij verzorgde gastprogramma's bij diverse buitenlandse radiostations: Free Radio Rotterdam en Quality Europe FM (satellietuitzendingen).
Zijn debuut op tv kwam in 1996 als presentator van het programma WCW Wrestling op VT4. Tevens leverde hij voor VT4 de stem bij het programma Kassa Kassa. Na de stopzetting van het programma ging hij aan de slag als voice-over voor het tv-programma WCW Wrestling (samen met Bernard Van Damme) bij de betaalzender Canal+ (vanaf 1999 als presentator bij Kanaal 2). Begin 2001 nam hij definitief afscheid van het tv-scherm. Een aanbod in 2004 om terug te komen op televisie wees hij af. 
Ondertussen was Wim Coryn sinds 1995 actief in de muziekindustrie. Hij werkte voor de platenfirma's Arcade, PolyGram (Universal) en Sony Music. In 2001 stapte hij over naar de muziekuitgeverij BMG Publishing. Hij verliet het bedrijf in 2007 om aan de slag te gaan bij The Entertainment Group. Dit bedrijf ging eind 2009 failliet. 
Sinds 2009 is Wim Coryn actief als music clearances supervisor en music publisher. Hij leverde bijdragen als music supervisor clearances supervisor / consultant voor de films, tv series en documentaires Meant To Be (Bel), The Hessen Affair (Bel), De eetclub (Ned), Somewhere Tonight (US), Quixote's Island (Bel), Noordzee, Texas (Bel), Hasta La Vista (Bel), The Tamed Ones (US), Gooische Vrouwen (Ned), Lena (Ned), Mixed Kebab (Bel), Trouw met mij (Bel), Black (Bel), D'Ardennen (Bel), Safety First (Bel), Sprakeloos (Bel), Vele Hemels (Bel), Allemaal Familie (Bel), Wat Mannen willen (Bel), Souvenir (Bel), EXPRMTL (Bel, documentaire), Arno (Dancing inside my head, documentaire), Dode Hoek (Bel), Patser (Bel), Souvenir (Bel, Fr), Cobain (Ned), Racer and the jailbird / Le Fidèle (Bel, Fr), Vele Hemels (Bel), Escapada (Bel, Fr), De Collega's 2.0 (Bel), Dirty God (Bel, Ned), Bloody Marie (Bel, Ned), Binti (Bel), F.C De Kampioenen 4, Torpedo, Yummy, De Familie Claus, Mascotte (Ned), Zee van Tijd (Ned), El Houb (Ned), Zillion, Titina (Noorwegen), Het Smelt, Hazard (Bel) en vele andere Belgische en buitenlandse films.
Hij werkte tevens mee als music clearances supervisor voor tv-series als Bevergem, De 16, Voor wat hoort wat, Gina & Chantal, It's Showtime, Gevoel voor Tumor, Gent-West (seizoen 1 en 2), LikeMe (seizoen 1, 2 en 3), Mijn slechtste beste vriendin, Loslopend Wild, Into the night, Donnie op de monnie en Fair Trade (seizoen 1 en 2). 
In de periode 2016 - 2018 produceerde hij drie kortfilms: Le Repas, Once Upon A Time en Marquet Place. Deze drie kortfilms werden geschreven en geregisseerd door zijn partner Annick Christiaens (actrice, scenariste, regisseur).
In 2016 is Wim Coryn tevens actief als General Manager bij de Belgische Muziekuitgeverij, Tousensemble Publishing (Regi Penxten, Lost Frequencies, Channel Zero, Sem Thomasson, Jens De Wit e.a.). Wim Coryn is ook de muziekuitgever van Dimitri Vegas & Like Mike (Thivaios BVBA). Op 1 juni 2021 verlaat hij de Belgische Muziekuitgeverij Tousensemble Publishing en is hij vanaf die datum ook niet langer de uitgever van Dimitri Vegas & Like Mike (Thivaios BVBA). 
Wim Coryn was van 1997 tot en met 2003 getrouwd met presentatrice Bé De Meyer.